# Leptotarsus (Phymatopsis) walpoleiensis
Leptotarsus (Phymatopsis) walpoleiensis is een tweevleugelige uit de familie langpootmuggen (Tipulidae). De soort komt voor in het Australaziatisch gebied.